# Myślibórz Mały
Myślibórz Mały is een plaats in het Poolse district  Policki, woiwodschap West-Pommeren. De plaats maakt deel uit van de gemeente Nowe Warpno en telt 4 inwoners.